# Peter Brock (Rennfahrer)

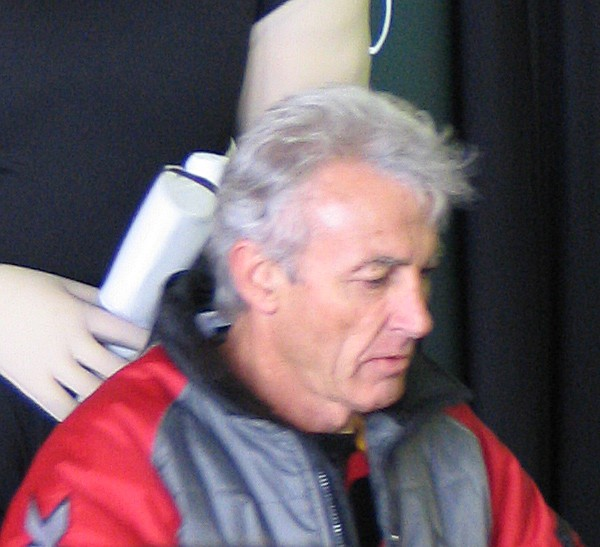
Peter Brock 2005 in Bathurst

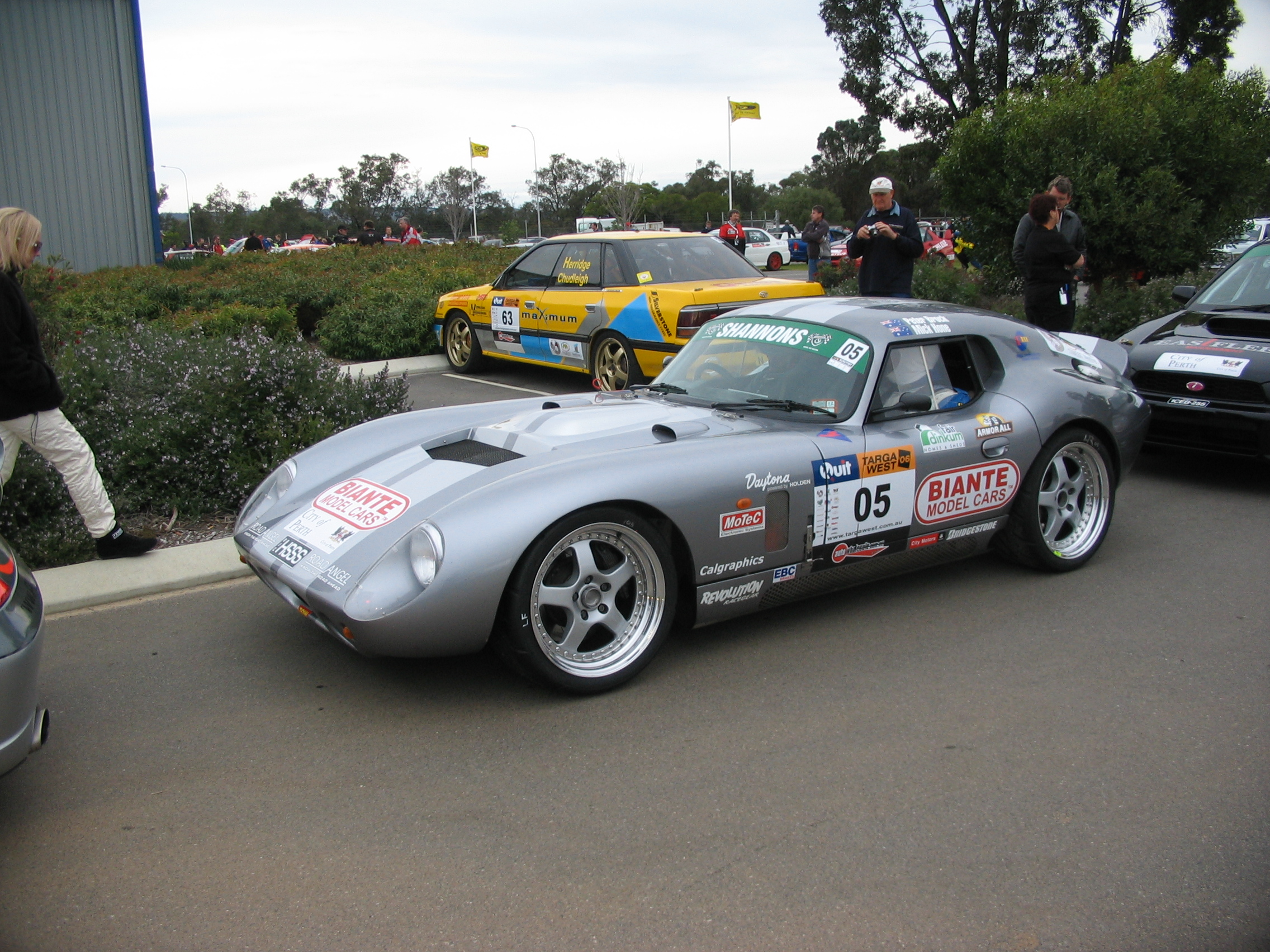
Das Rallye-Auto, mit dem Brock einen Tag später tödlich verunglückte

Peter Geoffrey Brock AM (* 26. Februar 1945 in Hurstbridge, Victoria; † 8. September 2006 in Gidgegannup, Western Australia) war ein australischer Automobilrennfahrer.

## Karriere
Seine Fans nannten ihn auch „Peter Perfect“, „King of the Mountain“ oder nur kurz und knapp „Brocky“. Sein Vater war Mechaniker und regte sein Interesse für Autos an. Seine Rennsportkarriere begann Brock mit Tourenwagen- und Rallycross-Rennen; international bekannt wurde er, als er 1972 erstmals die Bathurst 500 (ab 1973 jedoch Bathurst 1000) gewann. Insgesamt konnte er diesen prestigereichen australischen Wettbewerb am Mount Panorama (deswegen auch „King of the Mountain“) neun Mal für sich entscheiden. Im Jahr 1985 nahm Brock an der Wynn’s Safari teil. Im Jahr 2003 gewann er, zusammen mit seinen Teamkollegen Greg Murphy, Todd Kelly und Jason Bright, das 24-Stunden-Rennen von Bathurst.
1980 wurde er wegen seiner Verdienste um den Motorrennsport zum Member des Order of Australia ernannt. 2001 wurde im die Centenary Medal verliehen.
Der 61-jährige Brock starb durch einen Unfall bei der TargaWest Rally in der Nähe von Perth (Western Australia), als er in der zweiten Wertungsprüfung (Gidgegannup) auf feuchter Fahrbahn in einer schwierig zu fahrenden Kurve die Kontrolle über sein Daytona Sportscar verlor und mit der Fahrerseite einen Baum traf. Sein Beifahrer Mick Hone überlebte den schweren Unfall verletzt.

## Statistik

### Wichtige Erfolge (Auswahl)
- Bathurst 500/1000: 1. Platz 1972, 1975, 1978, 1979, 1980, 1982, 1983, 1984, 1987
- Australian Touring Car Champion: 1974, 1978, 1980
- Sandown 500: 1973, 1975, 1976, 1977, 1978, 1979, 1980, 1981, 1984

### Le-Mans-Ergebnisse
| Jahr | Team                         | Fahrzeug    | Teamkollege   | Teamkollege         | Platzierung | Ausfallgrund    |
| ---- | ---------------------------- | ----------- | ------------- | ------------------- | ----------- | --------------- |
| 1976 | Team Brock                   | BMW 3.5CSL  | Brian Muir    | Jean-Claude Aubriet | Ausfall     | Getriebeschaden |
| 1984 | Holden Dealer Team Australia | Porsche 956 | Larry Perkins |                     | Ausfall     | Unfall          |

### Einzelergebnisse in der Sportwagen-Weltmeisterschaft
| Saison | Team           | Rennwagen   | 1   | 2   | 3   | 4   | 5   | 6   | 7   | 8   | 9   | 10  | 11  | 12  | 13  | 14  |
| ------ | -------------- | ----------- | --- | --- | --- | --- | --- | --- | --- | --- | --- | --- | --- | --- | --- | --- |
| 1976   | Team Brock     | BMW 3.0 CSL | MUG | VAL | NÜR | MON | SIL | IMO | NÜR | ZEL | PER | WAT | MOS | DIJ | DIJ | SAL |
| 1976   | Team Brock     | BMW 3.0 CSL |     |     |     |     | DNF |     |     |     |     |     |     |     |     |     |
| 1984   | Team Australia | Porsche 956 | MON | SIL | LEM | NÜR | BRH | MOS | SPA | IMO | FUJ | KYA | SAN |     |     |     |
| 1984   | Team Australia | Porsche 956 |     | 21  | DNF |     |     |     |     |     |     |     |     |     |     |     |